# Ponikve pri Studencu
Ponikve pri Studencu is een plaats in Slovenië en maakt deel uit van de gemeente Sevnica in de NUTS-3-regio Spodnjeposavska. De plaats telde 56 inwoners op 1 januari 2020.